# Vlexx

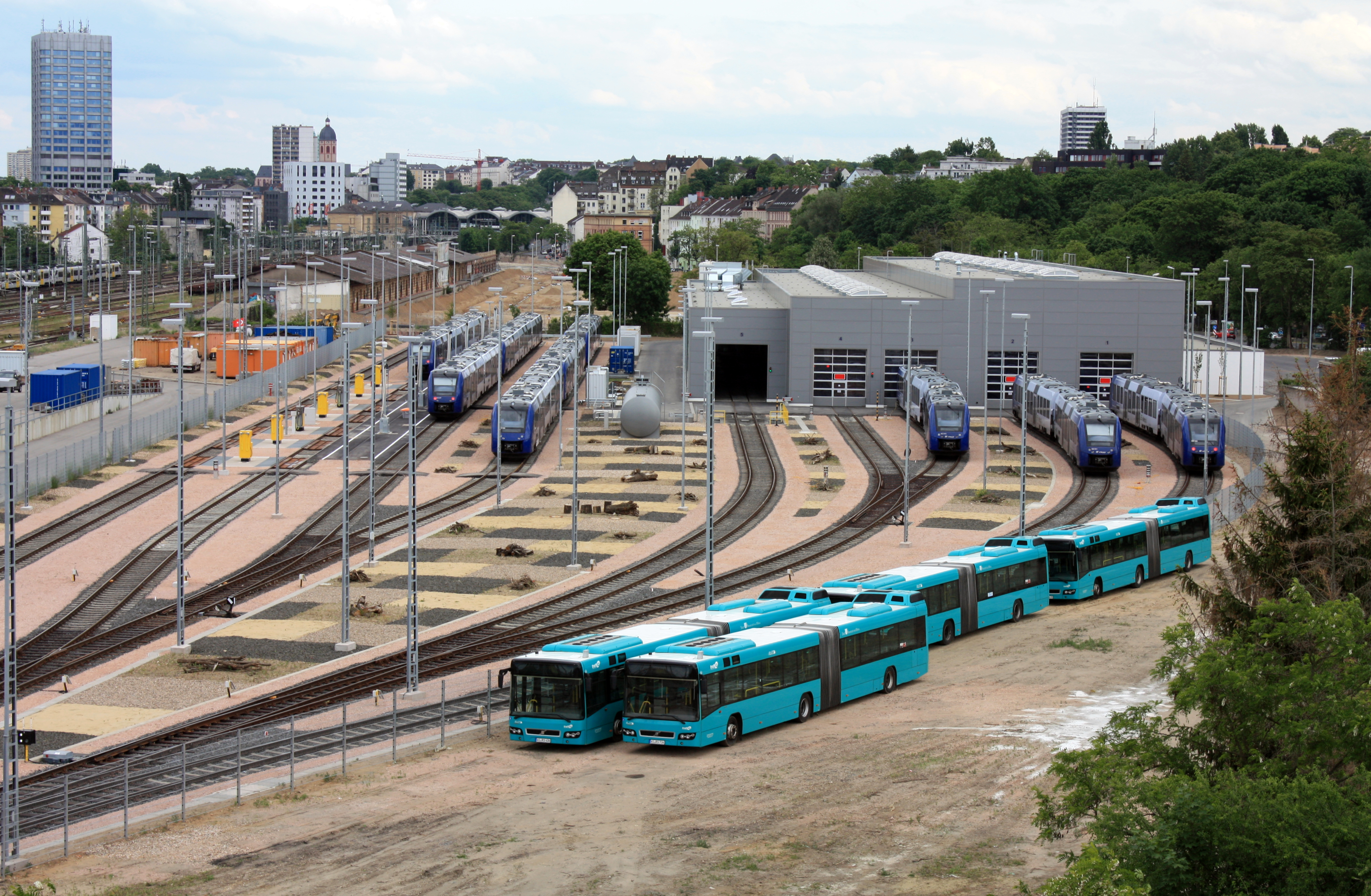
Unternehmenssitz und Betriebshof in Mainz

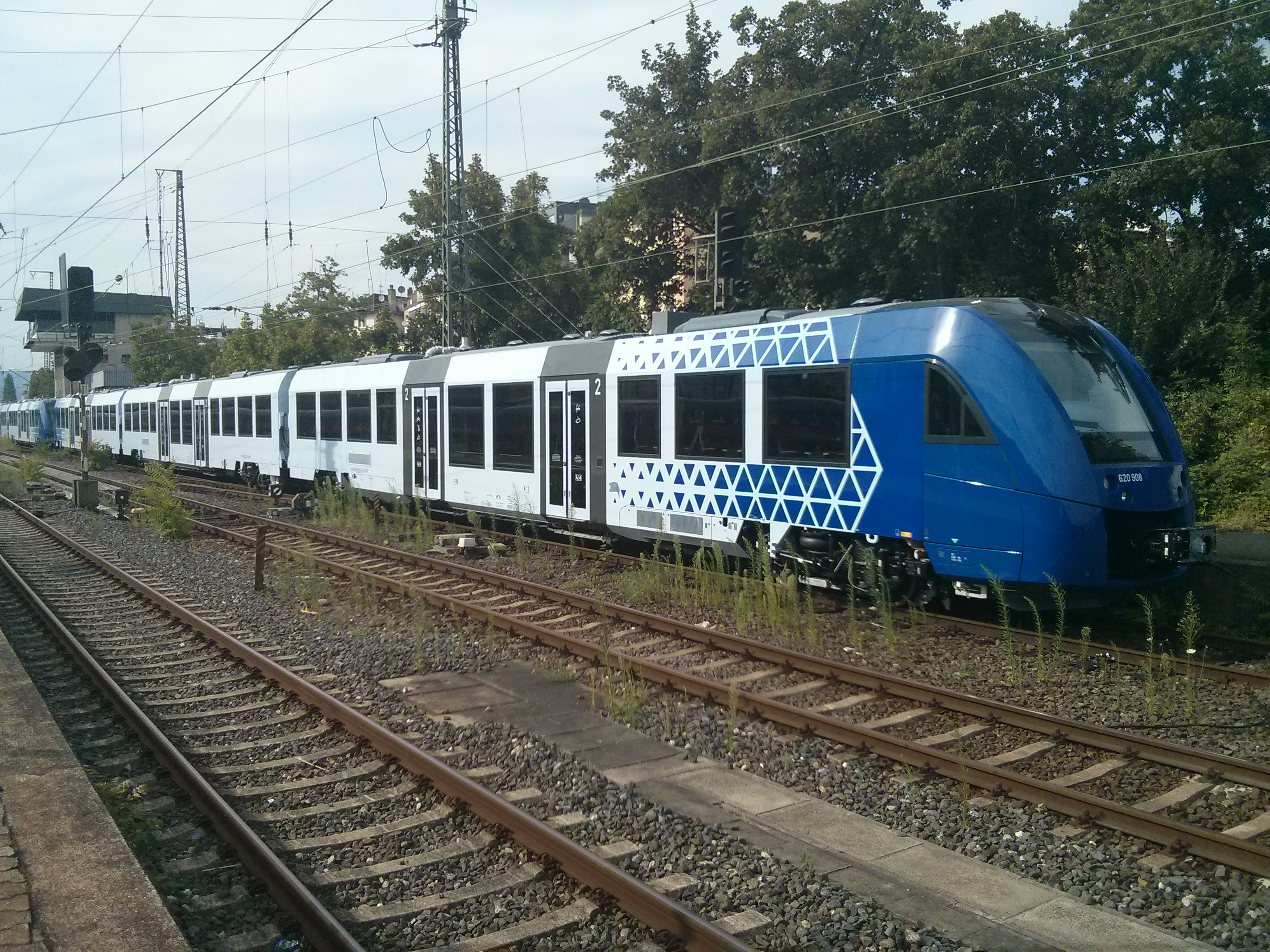
Alstom Coradia LINT 81 in Mainz

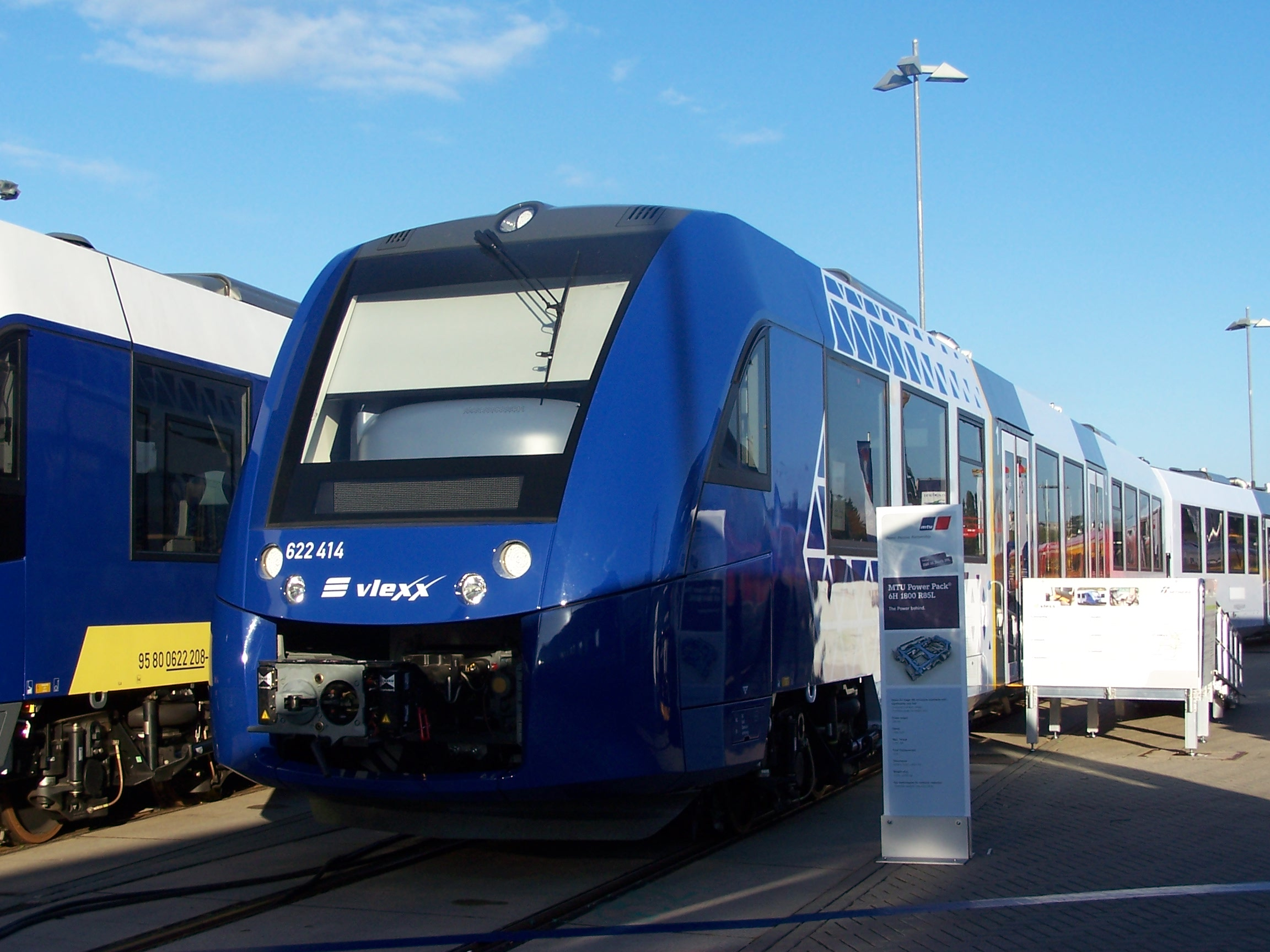
Alstom Coradia LINT 54 der vlexx auf der InnoTrans 2014

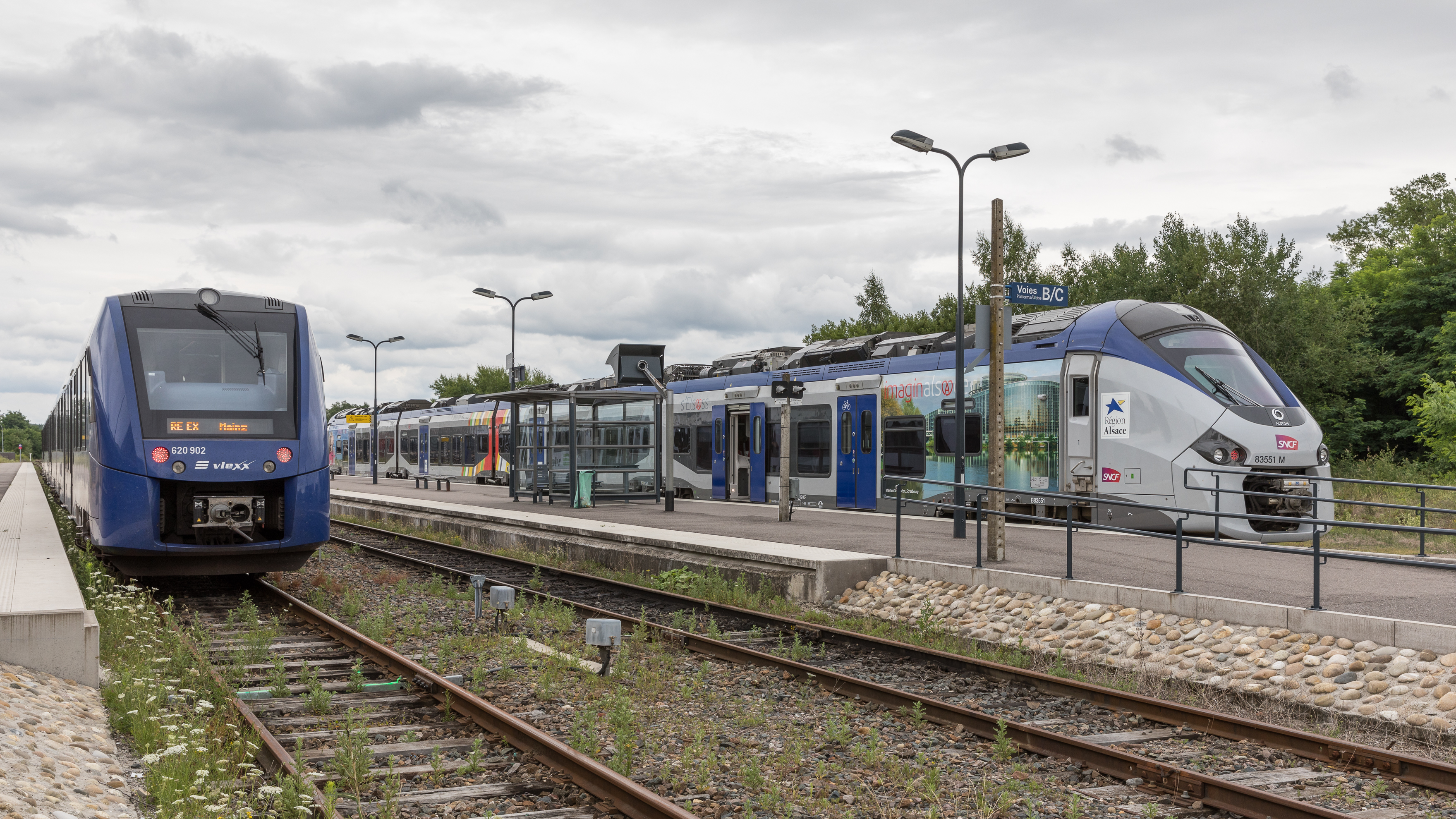
Der Elsassexpress von vlexx in Wissembourg

Die vlexx GmbH (kurz für Vier-Länder-Express) ist ein Eisenbahnverkehrsunternehmen mit Sitz in Mainz und eine Tochtergesellschaft der Regentalbahn, die wiederum seit 2011 über die Muttergesellschaft Netinera zur italienischen Staatsbahn Ferrovie dello Stato (FS) gehört.
Vlexx betreibt Schienenpersonennahverkehr in Rheinland-Pfalz, im Saarland und in Hessen sowie eine Verbindung ins Elsass auf der Bahnstrecke nach Wissembourg.

## Unternehmen
Der Unternehmensname lautete bei Gründung 2012 „DNSW“ und leitete sich vom Streckennetz, dem „Dieselnetz Südwest“ ab, dessen Eckpunkte die rheinland-pfälzischen Städte Mainz, Koblenz, Worms, Kaiserslautern und Idar-Oberstein sowie Saarbrücken im Saarland und Frankfurt am Main in Hessen sind. In der Sommersaison werden an Sonn- und Feiertagen zusätzlich zwei Ausflugszuglinien bis ins elsässische Wissembourg betrieben.

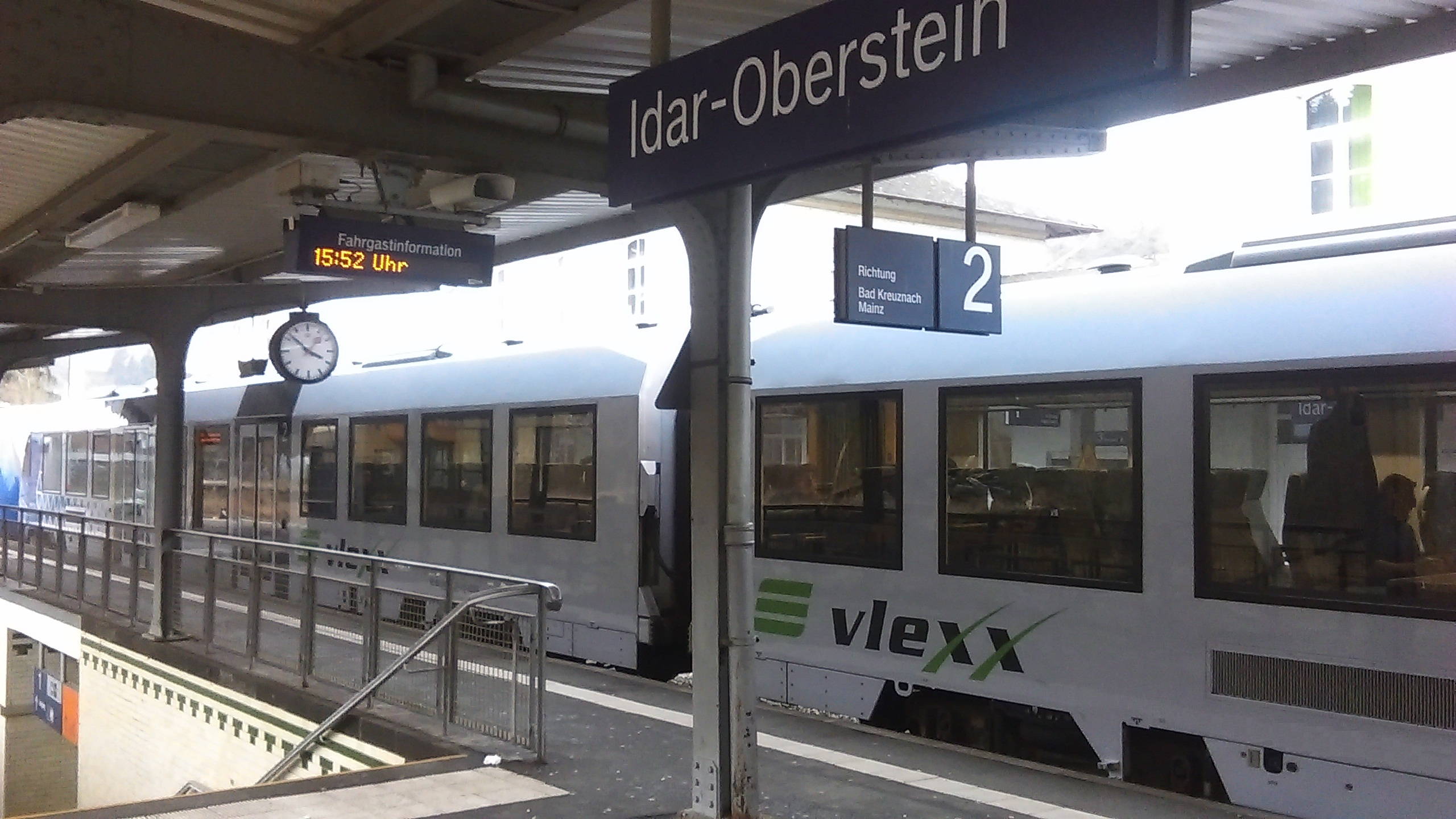
Bahnhof Idar-Oberstein mit vlexx-Zug

Von Anfang an war der Name DNSW nur als Übergangslösung gedacht. Bei einem Namenswettbewerb im Januar 2014 konnte die Öffentlichkeit sich bei der Namensfindung beteiligen. Um einen regionalen Bezug des Unternehmens zu unterstreichen, wurde nach einem passenden Namen gesucht. Die Wahl fiel auf „vlexx, der Vier-Länder-Express“.

## Geschichte

### Ausschreibung des Dieselnetzes
Ende Februar 2012 wurde die Regentalbahn vom Zweckverband Schienenpersonennahverkehr Rheinland-Pfalz Süd zum Gewinner der Ausschreibung „Dieselnetz Südwest - Los 2“ gekürt. Seit dem turnusmäßigen Fahrplanwechsel 2014/2015 am 14. Dezember 2014 betreibt das Unternehmen damit für 22½ Jahre bis Juni 2037 Züge auf den Linien Mainz–Alzey–Kirchheimbolanden, Frankfurt–Mainz–Bad Kreuznach–Idar-Oberstein–Saarbrücken (Regional-Express), Mainz–Bad Kreuznach–Kaiserslautern (ein Regional-Express-Zugpaar in der werktäglichen Hauptverkehrszeit) und Mainz–Idar-Oberstein–Baumholder/Neubrücke. Damit umfassen die Leistungen des Unternehmens seit Dezember 2014 6,1 Millionen Zugkilometer pro Jahr. Zusätzlich wurde im Dezember 2016 eine weitere Regional-Express-Linie auf der Strecke Kaiserslautern–Bad Kreuznach–Bingen–Koblenz eingeführt, wodurch nun 6,4 Millionen Zugkilometer pro Jahr zu erbringen sind. Das Dieselnetz Südwest enthält nicht elektrifizierte Haupt- und Nebenbahnen in Rheinland-Pfalz und verbindet im Schienenpersonennahverkehr insbesondere die Regionen Rheinhessen, Nahe, die Westpfalz und das Saarland mit dem Rhein-Main-Gebiet und den Zentren Mainz, Rüsselsheim am Main und Frankfurt am Main sowie dem Frankfurter Flughafen.
Die Zugleistungen werden mit insgesamt 63 Dieseltriebwagen des Typs LINT 54 und LINT 81 gefahren. Zwischenzeitlich gründete die Regentalbahn mit DNSW eine Tochtergesellschaft, auf die die Erbringung der Verkehre übertragen wurde. Die DNSW wurde später im Rahmen eines Wettbewerbs in vlexx umbenannt. Die ersten neuen Züge der vlexx fuhren seit Juli 2014 testweise auf den zukünftigen Betriebsstrecken.

### Probleme bei der Betriebsübernahme im Dieselnetz
Am 27. November 2014 wurde bekannt, dass vlexx zum Fahrplanwechsel 2014/2015 nicht genügend Lokführer hatte, um alle Zugleistungen zu betreiben. Der ehemalige Betreiber der Strecke, DB Regio, wurde daher mit dem Betrieb einzelner Zugleistungen von vlexx beauftragt.
Bei der Betriebsübernahme am 15. Dezember kam es zu massiven Zugausfällen und teils stundenlangen Verspätungen. Infolgedessen wurde am 17. Dezember ein Notfahrplan veröffentlicht, mit dem nur etwa 50 % aller Zugleistungen bedient wurden. Zudem wurden die Geschäftsführer abberufen und durch Arnulf Schuchmann ersetzt, der Geschäftsführer der ODEG, teilweise ebenfalls zur Netinera-Gruppe gehörend, ist. Zum 6. Januar 2015 wurde der Notfahrplan stückweise ausgeweitet, sodass ab dem 12. Januar etwa 90 % aller Zugleistungen wieder bedient werden konnten. Ab Anfang März 2015 wurden alle vertraglich vereinbarten Verbindungen bedient. Dazu gehört insbesondere die reaktivierte Strecke zwischen Heimbach und Baumholder, die nur per Ersatzbus bedient wurde.
Nachdem Vlexx zum 1. Juli 2015 auch die letzte Leistung mit einem halben Jahr Verspätung von DB Regio übernahm (RE Bodenheim–Kaiserslautern), kam es erneut zu Zugausfällen aufgrund fehlenden Personals. Betroffen hiervon waren fünf Verbindungen, die während der rheinland-pfälzischen Sommerferien von DB Regio und Transregio übernommen wurden oder komplett ausfielen.

### Ausschreibung des E-Netz Saar
Am 9. Januar 2017 wurde vom Aufgabenträger MWAEV verkündet, dass vlexx das 2,3 Mio. Zugkilometer umfassende Los 2 des E-Netz Saar-RB gewonnen hat. Betrieben werden dann die RB-Linien Saarbrücken–Neubrücke, Saarbrücken–Neunkirchen(Saar)–Homburg und Homburg–Illingen. Diese sollen mit 21 Elektrotriebwagen vom Typ Talent 3 bedient werden. Jedoch werden wegen Lieferverzuges der Talent 3-Fahrzeuge durch den Fahrzeughersteller gebrauchte Elektrofahrzeuge des Typs 425/426 vom Aufgabenträger angemietet. Zusätzlich im Los enthalten ist die teilweise unelektrifizierte Strecke von Saarbrücken nach Lebach-Jabach. Diese wird vorerst mit Dieseltriebwagen vom Typ Desiro Classic betrieben. Dafür wurden zunächst Fahrzeuge vom trilex umbeheimatet, welche Anfang 2022 durch freigewordene Fahrzeuge der Mitteldeutschen Regiobahn (VVO-Dieselnetz) ersetzt worden sind. Teilweise kommen auf dieser Linie auch die eignen Dieseltriebwagen vom Typ LINT zum Einsatz. Eine Elektrifizierung der fehlenden Abschnitte war für das Jahr 2024 geplant, um dann die Elektrotriebwagen vom Typ Talent 3 einsetzen zu können. Die Elektrifizierung wurde jedoch aus finanziellen Gründen verworfen. Als kostengünstigere Alternative werden sechs Talent 3 zu batterieelektrischen Fahrzeugen umgerüstet. Eingesetzt werden sollen diese ab Dezember 2025. Die Kosten der Umrüstung in Höhe von knapp 17 Millionen Euro werden über die Förderrichtlinie "Alternative Antriebe im Schienenverkehr" mit 6,7 Millionen Euro vom Bund bezuschusst.

### Probleme bei der Betriebsübernahme im E-Netz

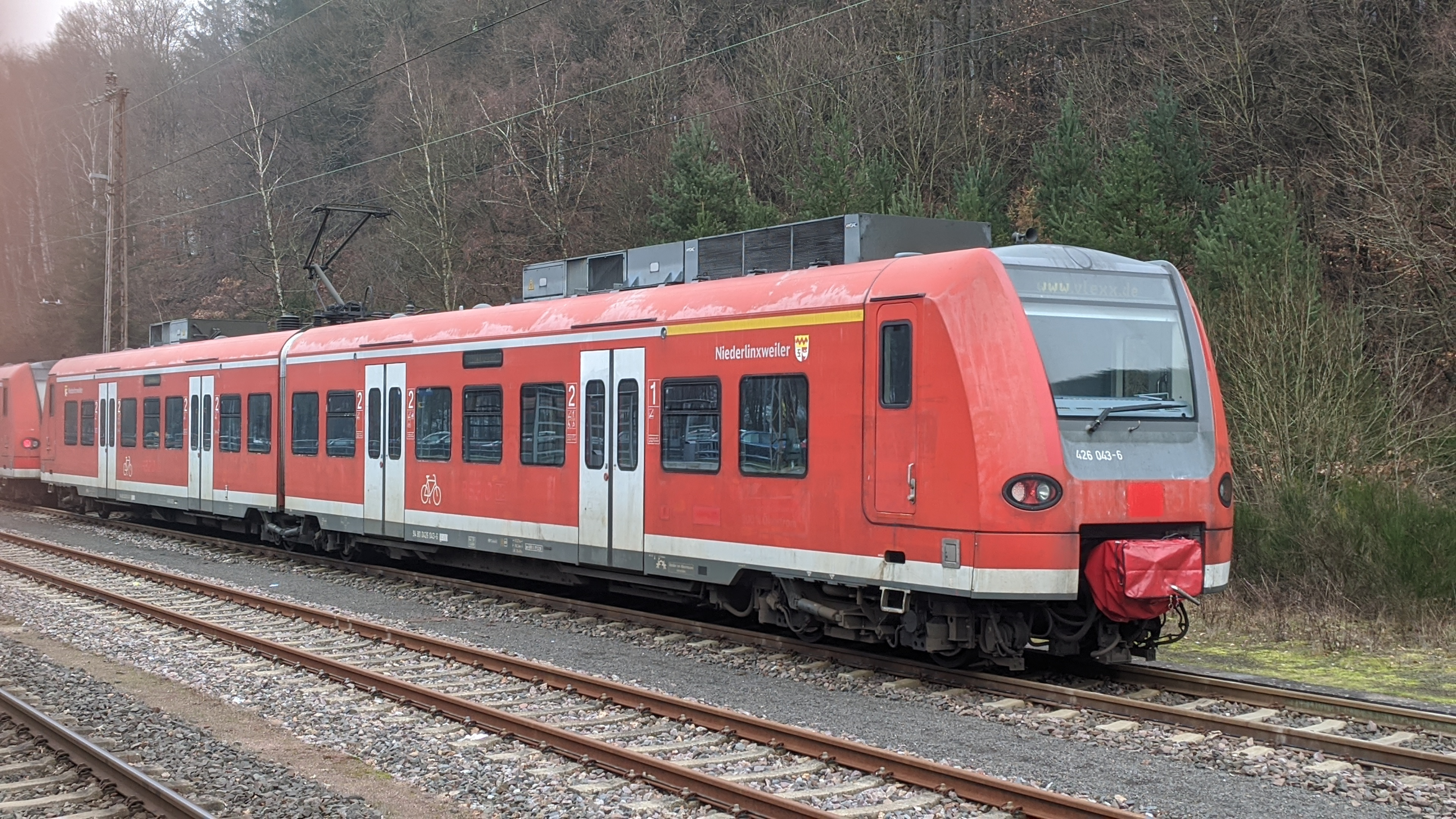
Einer der von Vlexx angemieteten Triebwagen der DB Baureihe 426 im Bahnhof Türkismühle

Auch bei der Betriebsübernahme im E-Netz kam es zu Problemen. Bereits im Vorfeld der Übernahme war angekündigt worden, dass wegen Lieferschwierigkeiten teilweise zunächst die alten, zuvor von der DB verwendeten Fahrzeuge der Baureihe 425 und Baureihe 426 vom Saarland gemietet und eingesetzt werden sollen, bis die bestellten Fahrzeuge vollständig zur Verfügung stehen.
Aufgrund von Personalmangel und den Schulungen auf den gemieteten Fahrzeugen wurden mit der Übernahme etliche eigentlich geplante Fahrten aus dem Fahrplan gestrichen. Darüber hinaus mussten auch im Betrieb immer wieder Umläufe wegen Personalmangel entfallen. Vom 1. Februar 2020 bis zum 12. Dezember 2020 übernahm die Deutsche Bahn wieder Leistungen, um einen geregelten Betrieb zu gewährleisten.

### Aktuelle Linien
| Linie | Verlauf                                                                      | Bemerkung                                   |
| ----- | ---------------------------------------------------------------------------- | ------------------------------------------- |
| RE 2  | Koblenz – Mainz – Frankfurt                                                  | einzelne Zugpaare                           |
| RE 3  | Frankfurt – Mainz – Idar-Oberstein – Saarbrücken                             |                                             |
| RE 4  | Frankfurt – Frankfurt-Höchst – Mainz – Worms                                 | einzelne Zugpaare                           |
| RE 13 | Frankfurt – Mainz – Alzey – Kirchheimbolanden                                |                                             |
| RE 15 | Bodenheim – Mainz – Bad Kreuznach – Kaiserslautern                           | ein Zugpaar                                 |
| RE 17 | Koblenz – Bingen – Bad Kreuznach – Kaiserslautern                            | Zweistundentakt                             |
| RB 31 | Mainz – Alzey – Kirchheimbolanden                                            |                                             |
| RB 33 | (Wiesbaden – / Worms – / Frankfurt –) Mainz – Bad Kreuznach – Idar-Oberstein |                                             |
| RB 34 | (Bad Kreuznach –) Kirn – Idar-Oberstein – Baumholder                         |                                             |
| RB 35 | Worms – Alzey – Bingen                                                       | nur Einzelleistungen                        |
| RB 53 | Neustadt an der Weinstraße – Wissembourg                                     | nur Einzelleistungen                        |
| RB 72 | Saarbrücken – Illingen – Lebach-Jabach                                       |                                             |
| RB 73 | Saarbrücken – Neunkirchen – Neubrücke                                        |                                             |
| RB 74 | Homburg – Neunkirchen – Illingen                                             |                                             |
| RB 76 | Saarbrücken – Neunkirchen – Homburg                                          |                                             |
| RE WX | Koblenz – Bad Kreuznach – Neustadt an der Weinstraße – Wissembourg           | Weinstraßen-Express (nur April bis Oktober) |
| RE EX | Mainz – Worms – Frankenthal – Neustadt an der Weinstraße – Wissembourg       | Elsass-Express (nur April bis Oktober)      |

Daneben existieren montags bis freitags Tauschleistungen mit DB Regio auf der Linie RB 71 zwischen Saarbrücken und Trier, welche der Überführung der Fahrzeuge ins Werk Trier von DB Regio dienen. Dort erfolgt die Wartung und Instandhaltung der TALENT 3. Im Fahrplanjahr 2025 handelt es sich hierbei um die Züge 76796, 76797, 76798 und 76799. Im Gegenzug übernimmt DB Regio montags bis freitags vereinzelt Fahrten der RB 73.

## Auftraggeber und Verkehrsverbünde
Die Auftraggeber und Vertragspartner von Vlexx für diese Leistungen sind:
- Rheinland-Pfalz, der Zweckverband SPNV Nord sowie der Zweckverband ÖPNV Süd
- Hessen, der Rhein-Main-Verkehrsverbund (RMV) und
- Saarland, das Verkehrsministerium.

Die Linien der vlexx befahren Strecken in den Verkehrsverbünden Rhein-Main, Rhein-Nahe, saarVV, Rhein-Neckar und Rhein-Mosel.

## Vlexx & los
Seit dem Jahr 2017 bietet vlexx das Ausflugsportal „vlexx und los“, das verschiedenste Ausflugsziele der Rhein-Main-Region anbietet. Zu jedem Freizeitziel wird auch die angebotene Linie von vlexx angezeigt. Seit 2018 werden in diesem Internetportal auch Veranstaltungen und Fahrpläne veröffentlicht.